# Discountzertifikat
Ein Discountzertifikat (auch Discounter genannt) ist ein Zertifikat mit einer derivativen Komponente, die in Form eines Termingeschäfts eine gedeckelte Beteiligung an der Wertentwicklung des Basiswertes gewährt. Es wird aufgrund seiner derivativen Komponente zu den Finanzderivaten gezählt und ist grundsätzlich für Privatanleger bestimmt.
Discountzertifikate können auf beliebige Basiswerte begeben werden, hauptsächlich sind das Aktien, Indizes und börsengehandelte Rohstoffe. Sie werden von Banken emittiert und stellen eine Alternative zur direkten Anlage in die jeweiligen Basiswerte dar. Die Zertifikate können meist an der Börse oder auch im außerbörslichen Handel direkt mit dem Emittenten gehandelt werden.

## Geschichte
Die Erfindung von Discountzertifikaten geht auf Thomas Zwirner, Mitarbeiter von HSBC Trinkaus, zurück. Dieser hatte 1995 die Idee, eine bis dahin nur von professionellen Anlegern genutzte Anlagestrategie zu kopieren und erstmals in einem Papier zu verbriefen. Den Namen Discountzertifikat ließ sich Zwirner jedoch nicht als Warenzeichen eintragen.
Wie die Börse Stuttgart im Dezember 2007 mitteilte, sind Discountzertifikate mit einem Marktanteil von über 46 Prozent mittlerweile die stärkste Anlagegruppe unter den Anlagezertifikaten, noch vor den Bonuszertifikaten.

## Funktionsweise
Der Käufer eines Discountzertifikats nimmt an der Wertentwicklung des Basiswertes teil, verzichtet aber gleichzeitig auf Kurssteigerungen über eine festgelegte Höhe, den Cap, hinaus. Für diesen Verzicht erhält er einen Abschlag (englisch discount), d. h. das Zertifikat ist immer etwas günstiger als der Basiswert.
Der Käufer des Discountzertifikats erwirbt nicht den Basiswert, sondern, da es sich um ein Termingeschäft handelt, das Recht auf Andienung des Basiswerts oder auf einen Barausgleich zum Laufzeitende. Somit erhält der Anleger bei einem Discountzertifikat keine Dividendenzahlungen und kein Stimmrecht. Die Dividende fließt meist indirekt durch den Erlös aus dem Call-Verkauf (siehe Abschnitt Konstruktion) wieder in das Zertifikat ein.
Das Discountzertifikat zählt wegen der Short-Call-Position zu den Stillhaltergeschäften. Der Anleger profitiert vom reinen Ablauf der Zeit auch ohne Kursbewegung, da dies den Zeitwert der Call-Option verfallen lässt, deren Prämie er zuvor vereinnahmt hat.
Das Bezugsverhältnis der Zertifikate ist i. d. R. so gewählt, dass der Kurs eine für Kleinanleger handelbare Größe hat, typischerweise sind das bis etwa 100 €. Bei Aktienindizes mit Punkteständen im Tausenderbereich, z. B. dem DAX oder Dow Jones, sind Bezugsverhältnisse von 1:100 üblich.
Beispiel
Es ergeben sich zur Fälligkeit zwei mögliche Fälle:
1. Der Basiswert notiert unter dem Cap: Der Käufer erhält den Kurswert
2. Der Basiswert notiert auf oder über dem Cap: Der Käufer erhält den Cap

Als Ausgleich für die nach oben gedeckelte, erzielbare Wertsteigerung ist ein Discountzertifikat billiger als sein Basiswert. Für einen Basiswert mit einem aktuellen Kurs von 100 Euro liegt der „faire Preis“ eines in 18 Monaten fälligen und mit einem Cap bei 110 Euro konstruierten Discount-Zertifikats bei etwa 93 Euro – eine „Ersparnis“ von 7 % im Vergleich zu einem Investment direkt in den Basiswert. Dieser Berechnung liegt eine implizite Volatilität von 20 % und eine risikolose Rendite von 3 % zu Grunde.
Über die Wahl des Caps lassen sich mit Discountzertifikaten verschiedene Investmentansätze realisieren. Exemplarisch werden für drei unterschiedliche Cap-Bereiche die erzielbaren Renditen in Abhängigkeit vom Basiswert am Laufzeitende diskutiert (aktueller Kurs des Basiswerts ist 100 Euro, Parameter für implizite Volatilität, Laufzeit und risikolose Rendite wie oben):
| Lage des Caps | Auswirkungen auf die Rendite |
| ------------- | --- |
| 50–60 Euro    | Das Zertifikat notiert weit im Geld. Geringes Verlustrisiko, begrenzte Rendite. Festgeldersatz. Der Käufer erhält einen hohen Rabatt auf den Kurs des Basiswerts. Der Cap liegt nur knapp über dem Kaufpreis, zugleich weit unter dem Kurs des Basiswerts, sodass er zum Laufzeitende mit hoher Wahrscheinlichkeit überschritten wird. Dadurch sind sowohl die mögliche Rendite als auch das Verlustrisiko stark begrenzt. |
| 95–105 Euro   | Das Zertifikat notiert am Geld. Rendite und Verlustrisiko durchschnittlich. Der Anleger erhält auch bei stagnierenden Notierungen des Basiswerts eine attraktive Rendite, die über der risikolosen Rendite liegt. Die Verlustzone beginnt, wenn der Basiswert am Laufzeitende unter den Kaufpreis des Zertifikats fällt. Dieser sollte bei einem fairen Kaufpreis etwa 15 % bzw. 10 % (bei einem Cap von 105 Euro) unterhalb des Basiswerts zum Kaufzeitpunkt liegen. Notiert der Basiswert am Laufzeitende oberhalb von 100*Cap/Kaufpreis, dann wäre das direkte Investment in den Basiswert besser gewesen. |
| 130–140 Euro  | Das Zertifikat notiert weit aus dem Geld. Hohe mögliche Rendite, gesteigertes Verlustrisiko. Tracker-Zertifikat-Ersatz. Der Käufer erhält nur einen geringen Rabatt auf den Preis des Basiswerts. Dafür profitiert er stärker von möglichen Kurssteigerungen, da der Cap weit über dem Preis des Basiswerts liegt und nur selten überschritten wird. Zugleich ist das Risiko erhöht, da der geringe anfängliche Rabatt Kursverluste des Basiswerts kaum abmildert. |

## Konstruktion
Discountzertifikate können mit allen Basiswerten konstruiert werden, auf die Optionen begeben werden. Typischerweise sind das Indizes, Aktien oder Rohstoffe.
Um ein Discountzertifikat zu konstruieren, erwirbt der Emittent entweder direkt den Basiswert oder einen Zero-Strike-Call auf selbigen. Gleichzeitig verkauft er eine Call-Option auf den Basiswert (short call), wobei der Ausübungspreis des Calls dem Cap des Zertifikats entspricht. Da die Call-Option durch den Basiswert bzw. den Zero-Strike-Call gedeckt ist, spricht man hier auch von einem Covered Call. Der durch die verkaufte Call-Option erzielte Verkaufserlös ist weitestgehend der Betrag bzw. Abschlag, um den das Discountzertifikat ggü. dem Basiswert günstiger ist.
Für Laufzeitende der Call-Option existieren zwei unterschiedliche Szenarien:
- Liegt der Kurs des Basiswerts unterhalb des Caps, so wird der Käufer der Option diese nicht ausüben und der Basiswert wird dem Käufer des Zertifikats, der indirekt der Verkäufer der Call-Option ist, angedient, d. h. in sein Wertpapierdepot eingebucht.
- Liegt der Kurs des Basiswerts auf oder oberhalb des Ausübungspreises, so wird der Käufer der Call-Option die Option ausüben und die Aktien einfordern. Somit erhält der Käufer des Zertifikats den maximal möglichen Gewinn durch Barausgleich.

Als Reverse Convertible
Bei dieser Vorgehensweise zur Konstruktion des Zertifikats wird ein Zerobond (Nullkuponanleihe) gekauft und zugleich eine Put-Option verkauft. Der Discount gegenüber dem Underlying setzt sich aus den Zinsen des Zerobonds und den Verkaufserlösen der Put-Option zusammen.

## Varianten

### Deep-Discountzertifikat
Ein Discount-Zertifikat mit einem großen Abstand zwischen dem Cap und dem aktuellen Kurs des Basiswerts. Dafür ist dann der aktuelle Wert des Zertifikates sehr nahe am Cap und der mögliche Gewinn deutlich geringer als bei Discountzertifikaten mit geringerem Discount.

### Rolling-Discountzertifikat
Seit 2002 gibt es das Produkt des Rolling Discountzertifikats. Im Gegensatz zu den klassischen Discountzertifikaten stellen Rolling Discountzertifikate eine Randgruppe innerhalb der Zertifikate-Landschaft dar. Die verfügbaren Basiswerte beschränken sich auf wenige Marktindizes wie DAX oder EuroStoxx 50, nur selten kommen Aktien großer Unternehmen als Basiswerte vor. Während ein klassisches Discountzertifikat eine feste Laufzeit hat, die zwischen wenigen Monaten und mehreren Jahren variieren kann, besitzt ein Rolling Discountzertifikat eine unbegrenzte Laufzeit. Die Motivation hinter einem solchen Produkt ist wie folgt: Entscheidet sich ein Anleger dafür, Discountzertifikate als langfristige Geldanlage zu verwenden, so muss er ein abgelaufenes Discountzertifikat durch ein neues ersetzen. Diesen Prozess nimmt der Emittent eines Rolling Discountzertifikats dem Anleger ab. Dabei wird der Cap für das neue Discountzertifikat immer wieder an den aktuellen Preis des Basiswerts angepasst.
In der Praxis werden Discountzertifikate mit einer Laufzeit von einem bis drei Monaten iteriert, deren Caps nahe am jeweils aktuellen Preis des Basiswerts liegen. Gemäß den Verkaufsprospekten der Emittenten besteht der Vorteil dieser Produkte gegenüber den Klassikern darin, dass sie auf kurzfristige Marktschwankungen besser reagieren und der Anleger Zeit und Geld spart, wenn er die Neuanlage nicht selbst durchführen muss. Für diesen Service fällt jedoch eine jährliche Managementgebühr an, die teilweise nicht unerheblich ist.

### Abgrenzung zu Discount-Calls und -Puts
Discount-Calls und -Puts sind exotische Optionsscheine, sie sind nicht mit den Discountzertifikaten zu verwechseln.

## Vergleich zur direkten Anlage in den Basiswert
Der am deutlichsten wahrnehmbare Unterschied im Vergleich zur Direktanlage ist das Ertragsprofil. Das Discountzertifikat hat – im Gegensatz zum Basiswert – ein asymmetrisches Ertragsprofil: Der maximale Gewinn ist nach oben durch den Cap beschränkt, wobei sich Kursverluste mit zunehmender Größe nahezu 1-zu-1 niederschlagen und z. B. bei einer Insolvenz auch in einem Totalverlust enden können. Im Gegenzug erhält der Anleger einen Abschlag auf den Kurswert, wodurch er sich einen Risikopuffer erkauft. Der Kurs des Basiswerts kann also bis auf den vergünstigten Einstandskurs fallen, bevor der Anleger Verluste erleidet. Auch fällt ein Verlust beim Discount-Zertifikat durch den Abschlag grundsätzlich geringer aus als im Basiswert.
Ein Discountzertifikat erwirtschaftet also immer dann eine Überrendite gegenüber dem Basiswert, wenn der Basiswert am Laufzeitende über dem Einstandskurs des Zertifikats und unterhalb des Caps liegt. Praktisch bedeutet das, dass in einem Szenario, bei dem der Anleger zum Laufzeitende mit nur leichten Kursveränderungen rechnet, sich ein Discountzertifikat anbietet.

### Vorteile
- Abschlag auf den Kurs des Basiswerts, dadurch können auch bei Kursrückgängen im Basiswert noch bis zu einem gewissen Grad Gewinne erzielt werden
- Stillhalterposition, der Zeitablauf bewirkt einen Ertrag
- Sinkende implizite Volatilität im Basiswert führt zu einer Wertsteigerung im Zertifikat

### Nachteile
- asymmetrisches Chance-Risiko-Profil, keine Partizipation an Kursen, die über den Cap hinaus steigen
- Emittentenrisiko, die Auszahlung des Zertifikats hängt von der Liquidität des Emittenten ab (so im Falle der Insolvenz der Lehman Brothers am 15. September 2008)
- Kurse werden i. d. R. durch den Emittenten festgelegt und nicht durch Angebot und Nachfrage
- Steigende implizite Volatilität im Basiswert führt zu einem Verlust im Zertifikat
- kein Stimmrecht bei Aktien als Basiswert